# Burlănești
Burlănești è un comune della Moldavia situato nel distretto di Edineț di 1.796 abitanti al censimento del 2004

## Località
Il comune è formato dall'insieme delle seguenti località (Popolazione 2004):
- Burlănești (1.407 abitanti)
- Buzdugeni (389 abitanti)